# Arundhathi Subramaniam
Pour les articles homonymes, voir Subramaniam.
Arundhathi Subramaniam, née en 1973, est une poétesse indienne, écrivaine, critique littéraire, traductrice et journaliste. Elle écrit en anglais,,.

## Vie et carrière
Le recueil de poésie d'Arundhathi Subramaniam, When God is a Traveller (2014) a été le Season Choice de la Poetry Book Society, présélectionné pour le prix T.S. Eliot. Elle est récompensée de divers prix et bourses, dont le premier prix Khushwant Singh, le prix Raza de poésie, le prix Zee Women's pour la littérature, le prix international Piero Bigongiari en Italie, le prix Mystic Kalinga, le prix Charles Wallace, le Visiting Arts et les Bourses Homi Bhabha, entre autres.
Sa poésie, écrite en anglais, est traduite en hindi, en tamoul, en italien et en espagnol. Elle a effectué une tournée de lecture en Angleterre en 2006, et participe à divers festivals de poésie en Europe en Europe comme en Inde.
Ses ouvrages en prose comportent The Book of Buddha, une biographie à succès d'un mystique contemporain, Sadhguru: More Than a Life et plus récemment, Adiyogi: The Source of Yoga (co-écrit avec Sadhguru). Comme directrice de publication, son livre le plus récent est l'anthologie Penguin de la poésie sacrée, Eating God.
Sa poésie a été publiée dans diverses revues et anthologies internationales, notamment Reasons for Belonging: Fourteen Contemporary Poets (Penguin India), Sixty Indian Poets (Penguin India), Both Sides of the Sky (National Book Trust, Inde), We Speak in Changing Languages (Sahitya Akademi), Fulcrum No 4: An Annual of Poetry and Aesthetics (Fulcrum Poetry Press, États-Unis), The Bloodaxe Book of Contemporary Indian Poets (Bloodaxe, UK), Anthology of Contemporary Indian Poetry  (United States), The Dance of the Peacock : An Anthology of English Poetry from India, mettant en vedette 151 poètes indiens d'expression anglaise, édité par Vivekanand Jha et publié par Hidden Brook Press, Canada, et Atlas: Nouvelle écriture (mots croisés / Aark Arts).
Elle a travaillé comme Head of Dance and Chauraha (un forum inter-arts) au National Center for the Performing Arts de Mumbai, et a été rédactrice en chef du domaine indien du Poetry International Web.

## Récompenses
Prix commémoratif de poésie Khushwant Singh : Le 25 janvier 2015, Arundhathi Subramaniam a remporté le premier prix commémoratif de poésie Khushwant Singh pour son œuvre Quand Dieu est un voyageur. Le prix a été annoncé dans le cadre du ZEE Jaipur Literature Festival.
Mystic Kalinga Literary Award : Le 22 décembre 2017, Arundhathi Subramaniam a remporté le premier Mystic Kalinga Literary Award pour son travail en littérature anglaise. Le prix a été annoncé dans le cadre de Mystic Kalinga - Un festival international de mythologie, de poésie et de performance, Kalinga Literary Festival.

## Œuvres

### Recueils de poésie
- L'amour sans histoire[6]  (ISBN 978-9388689458).
- Quand Dieu est un voyageur[7],[8] (ISBN 978-9388689458) ; Bloodaxe Books, Royaume-Uni, 2014  (ISBN 978-9351363019).
- Où je vis: poèmes nouveaux et sélectionnés, Bloodaxe Books, Royaume-Uni, 2009.
- Où j'habite (Poésie en anglais), Allied Publishers, Inde, 2005.
- Sur le nettoyage des étagères (Poésie en anglais), Allied Publishers, Inde, 2001.

### Essais
- Arundhati Subramaniam, « A lovely strangeness », Outlook, vol. 55, no 1,‎ 12 janvier 2015, p. 92-93 (lire en ligne, consulté le 7 janvier 2016).

### Autres ouvrages en prose
- Sadhguru: More Than A Life, biographie, Penguin Ananda, 2010 (troisième réimpression)
- The Book of Buddha, Penguin, 2005 (réimprimé plusieurs fois)

### Direction d'ouvrages
- Pilgrim's India (An Anthology of Essays and Poems on Sacred Journeys), Penguin, 2011
- Confronting Love (An Anthology of Contemporary Indian Love Poems) (Co-édité avec Jerry Pinto), Penguin, 2005
- Eating God: A Book of Bhakti Poetry, Penguin, 2014

### Apparitions en anthologies poétiques
- Carnet de route : The Grand Indian Express (2018) éd. par le Dr Ananad Kumar et publié par Authorspress, New Delhi
- Un nouveau livre de poèmes indiens en anglais (2000) éd. par Gopi Kottoor et publié par Poetry Chain and Writers Workshop, Calcutta
- Une décennie de poésie (1997–98) eds. Prabhanjan K. Mishra, Menka Shivdasani, Jerry Pinto et Ranjit Hoskote Édition spéciale (vol. 6 et 7) de Poiesis : A Journal of Poetry Circle, Bombay